# Chizé
Chizé là một xã trong tỉnh Deux-Sèvres trong vùng Nouvelle-Aquitaine ở phía tây nước Pháp. Xã này nằm ở khu vực có độ cao trung bình từ mét trên mực nước biển.
Sông Boutonne chảy qua thị trấn.